# Næstformænd for de britiske konservative
Næstformænd for de britiske konservative. De britiske konservative har en politisk næstformand (Deputy Leader of the Conservative Party) og en organisatorisk næstformand (Deputy Chairman of the Conservative Party).

## Organisatoriske næstformænd
De organisatoriske næstformænd (Deputy Chair of the Conservative Party) er stedfortrædere for de konservative organisatoriske formænd og partisekretærer.
Organisatoriske næstformænd:
- 1979–1983: Lord McAlpine (1942 – 2014)
- December 2005–4. september 2010  Michael Ashcroft, baron  Ashcroft
- 4. september 2010– 4. september 2012: Michael Fallon
- 10. september 2012–11. maj 2015: Sarah Newton
- 11. maj 2015–17. juli 2016: Robert Halfon

## Politiske næstformænd
De politiske næstformænd (Deputy Leader of the Conservative Party) er stedfortrædere for de britiske konservative partiledere.
Der er ikke noget krav om, at partiet har en politisk næstformand, og posten har stået tom i perioder.
Politiske næstformænd:
- 1945–1955: Anthony Eden
- 1955–1963: Rab Butler
- 1965–1972: Reginald Maudling
- 1975–1989: William Whitelaw
- 1989–1990: Sir Geoffrey Howe
- 1995–1997: Michael Heseltine
- 1998–1999: Peter Lilley
- 2000–2001: Michael Portillo
- 2001–2005: Michael Ancram
- 2005–2009: George Osborne (1. gang)
- 2005–2015: William Hague
- 2015–2016: George Osborne (2. gang)
- 2017: Damian Green
- 2018–19: David Lidington
- 2019–: Dominic Raab